# Jean Grandjean (Radsportler)
Jean Grandjean war ein Schweizer Radrennfahrer.
Jean Grandjean war gelernter Uhrmacher. 1878 gewann er das Rennen Genf–Rolle–Genf. 1879 belegte er bei der ersten Austragung der Tour du Lac Léman Rang zwei, und im Jahr darauf gewann er die Rundfahrt.